# Ture Rangström
Anders Johan Ture Rangström (Stoccolma, 30 novembre 1884 – 11 maggio 1947) è stato un compositore, critico musicale e direttore d'orchestra svedese.

## Biografia
Rangström nacque a Stoccolma ed iniziò a studiare composizione con Johan Lindgren nella capitale svedese, iniziando a comporre molto giovane. Si spostò poi a Berlino, dove proseguì gli studi di composizione con Hans Pfitzer e quelli di canto con Julius Hey, con il quale poi si recò a Monaco di Baviera. Tornato in Svezia, scrisse come critico musicale sui quotidiani Svenska Dagbladet, Stockholms Dagblad, Dagens Nyheter e Nya Dagligt Allehanda. Debuttò come direttore d'orchestra a Stoccolma. Tra il 1922 ed il 1925 fu direttore dell'Orchestra Sinfonica di Göteborg. Nel 1924 fondò, con altri musicisti, la Società di compositori svedesi. Dal 1930 al 1936 fu consigliere musicale dell'Opera reale di Stoccolma. Morì nella sua casa di Stoccolma.
Fu il nonno di un drammaturgo, chiamato anche lui Ture Rangström, che fu direttore artistico dell'Intima Teatern, fondato da August Strindberg. Fu anche lo zio di uno scrittore, Lars Gyllensten.

## Elenco delle opere principali

### Opere
- Kronbruden (la sposa reale), 1915, basata su un'opera di Strindberg
- Medeltida (medioevale), 1921
- Gilgamesj, 1943, l'opera fu rappresentata postuma sotto la direzione di John Fernstorm

### Musica sinfonica
- Ett midsommarstycke, (un pezzo di mezza estate), poema sinfonico
- En höstsång, (un canto autunnale), poema sinfonico
- Dityramb, poema sinfonico, 1908
- Sinfonia no. 1, 1914, dedicata alla memoria di Strindberg
- Divertimento Elegiaco, poema sinfoniaco, 1918
- Sinfonia no. 2, Mitt land (la mia patria), 1919
- Sinfonia no. 3, Sång under stjärnorna (canto sotto le stelle), 1929
- Sinfonia no. 4, Invocatio, 1936